# Antonio Archilei
Antonio Archilei 'di S Fiore ou plus simplement Antonio Archilei (né le 12 mars 1543 à Albano - mort le 1er janvier 1612 à Florence) était un chanteur, compositeur et luthiste italien de la seconde moitié du XVIe et du début du XVIIe siècle.

## Biographie
En 1589, Antonio Archilei est, avec Luca Marenzio, Cristofano Malvezzi, Giulio Caccini, Jacopo Peri, Emilio de' Cavalieri et Giovanni di Bardi, l'un des compositeurs des Intermèdes musicaux de « La Pellegrina », comédie de Girolamo Bargagli, créée pour les fêtes données à Florence à l'occasion du mariage du grand-duc Ferdinand Ier de Médicis et de Christine de Lorraine.
Ces intermèdes revêtent un grand intérêt historique, car, avec l'adoption du style de la musique concertante, ils sont considérés comme les « ancêtres » les plus directs de l'opéra. Ce fut l'occasion pour Antonio Archilei de donner son œuvre la plus célèbre : Dalle più alte sfere, encore jouée de nos jours.
Dans les dernières années du XVIe siècle, alors que les chanteurs célèbres se produisaient plus fréquemment devant des assemblées privées que dans des spectacles publics, les madrigaux arrangés comme des soli dans une œuvre lyrique leur donnaient l'occasion de mettre en valeur les qualités de leur voix. Le chant des madrigaux à une seule voix était devenu un genre très populaire dans lequel excellaient des prima donna célèbres telles que Vittoria Archilei ou d'éminents ténors comme Jacopo Peri.
Le musicologue allemand Raphael Georg Kiesewetter(1773-1850) signale par exemple que le madrigal Dalle più alte sfere, composé par Antonio Archilei en 1589 comme intermède de « La Pellegrina », subit une telle adaptation et fut chanté en solo par son épouse Vittoria. Les éléments de la composition avaient été transférés, apparemment sans difficulté, de la voix aux instruments. Mme Archilei jouait du luth tandis que son mari et Antonio Nalda jouaient tous deux du chitarroni.
Antonio Archilei épousa en 1582 la célèbre cantatrice Vittoria Concarini et était le père de Ferdinando Archilei.